# Cucullia tucumani
Cucullia tucumani är en fjärilsart som beskrevs av George Francis Hampson 1909. Cucullia tucumani ingår i släktet Cucullia och familjen nattflyn. Inga underarter finns listade i Catalogue of Life.